# Contarinia kochiae
Contarinia kochiae är en tvåvingeart som beskrevs av Fedotova 1988. Contarinia kochiae ingår i släktet Contarinia och familjen gallmyggor.
Artens utbredningsområde är Kazakstan. Inga underarter finns listade i Catalogue of Life.